# مارغاريتا روسا دي فرانسيسكو
مارغاريتا روسا دي فرانسيسكو باكويرو (بالإسبانية: Margarita Rosa de Francisco Baquero)‏ وتعرف أيضا باسم مارغاريتا روسا (بالإسبانية: Margarita Rosa)‏ أو لامينتشا (بالإسبانية: La Mencha)‏ (8 غشت 1965 بكالي، إدارة فالي ديل كاوكا، كولومبيا)، هي ممثلة، مغنية ومذيعة كولومبية.

## حياتها
في صغرها، كان تتعلم الباليه في معهد أنتونيو ماريا فالنسيا في كالي، ولكنها لم تستمر طويلا بسبب مشاكل في العمود الفقري. أول تجربة لها في التمثيل كان سنة 1981 حين شاركت في فيلم الكعوب (بالإسبانية: Tacones)‏. انتقلت بعد ذلك إلى نيويورك لدراسة الإنجليزية وفي 1984 اختِيرت كنموذج للسنة.
في 1984، شاركت في مسابقة ملكة جمال كولومبيا وفازت بها، لتشارك في المسابقة العالمية ولكنها لم تحقق اللقب.
أول ظهور لها في التلفزيون كان في التيلينوفيلا غاييتو راميريز (بالإسبانية: Gallito Ramirez)‏، حيث التقت بزوجها كارلوس فيفس، وفازت بجائزة سيمون بوليفار لأحسن ممثلة صاعدة.
كما أدت مارغاريتا مهنة الإعلام، حيث أصبحت مذيعة في نشرة الأخبار 24 ساعة.

## حياتها الشخصية
تزوجت مارغاريتا أول مرة بالمغني والممثل الكولومبي كارلوس فيفس في 20 غشت 1988، وانفصلا بعد مدة قصيرة. تزوجت للمرة الثانية برجل الأعمال دانييل ساكتيو سنة 2003، بعمر ال38 عاما.

## مقتطفات من أعمالها

### الأفلام
- 2010: غارسيا (García)
- 2008: السفر إلى الجنة (Paraíso travel)
- 2009: الحب والشياطين الآخرين (Del amor y otros demonios)

### المسلسلات
- 2011: بريد الأبرياء (Correo de inocentes)
- 2009: كدابرا (Kdabra)
- 2008: كبادوكيا (Capadocia)

## ألبوماتها
- 2012: راقصة (Bailarina)[8]
- 2011: حرة (A Solas) (مباشرة)[9]
- 1997: مارغاريتا روسا (Margarita Rosa)[10]